# Tycho Brahe (cratera)
A cratera Tycho Brahe é uma cratera situada no quadrângulo de Eridania em Marte. Ela se localiza no Hemisfério Cerberus, entre a cratera Martz e Hellas Planitia a 59.1° S, 199.0° W, e recebeu este nome em honra ao astrônomo dinamarquês Tycho Brahe.